# Autostrada D65 (Słowacja)
Autostrada D65 (słow. diaľnica D65) - była planowana autostrada na terenie Słowacji i Czechosłowacji. Droga miała połączyć Trnawę (D61) z Koszycami (D1). Oznaczenie przestało istnieć w 1999 roku wraz ze zmianą numeracji autostrad na Słowacji. Dziś w jej miejscu budowana jest droga ekspresowa R1 na odcinku Trnawa - Zwoleń i droga ekspresowa R2 na odcinku Zwoleń - Koszyce.

Planowana sieć autostrad w Czechosłowacji (1963). Na części słowackiej orientacyjny przebieg D65

.

## Przebieg
- Trnawa (D61) (aktualnie D1)
- Nitra
- Zwoleń (D66) (aktualnie R3)
- Koszyce (D1), (D68) (aktualnie R4),